# 衛生福利部附屬醫療及社會福利機構管理會
衛生福利部附屬醫療及社會福利機構管理會（簡稱醫管會或醫福會）是中華民國衛生福利部的常設性任務編組單位，專門整合部屬醫院與社會福利機構之效能。

## 歷史
- 1945年9月1日，臺灣省行政長官公署成立，下設「臺灣省行政長官公署民政處衛生局」。
- 1947年5月16日，臺灣省行政長官公署改組成立臺灣省政府，增設「臺灣省政府衛生處」。
- 1988年1月15日，臺灣省政府衛生處環境保護局升格為臺灣省政府環境保護處。
- 1999年臺灣省政府功能業務與組織調整後，衛生處本部改為「行政院衛生署中部辦公室」。
- 2004年7月，行政院衛生署中部辦公室改組為「行政院衛生署醫院管理委員會」，專管署立醫療院所。
- 2013年7月23日，行政院衛生署改組升格為衛生福利部，行政院衛生署醫院管理委員會改制為任務編組單位「衛生福利部附屬醫療及社會福利機構管理會」。

## 組織
- 本會醫院管理委員會議（15–25人）
  - 召集人（督導業務次長擔任）
  - 執行長（1名）
    - 副執行長（1–3名）

### 內部單位
- 第一組
- 第二組
- 第三組

### 附屬機構
| 醫療機構（26家） - 基隆醫院 - 臺北醫院 - 雙和醫院 - 桃園醫院（新屋分院） - 苗栗醫院 - 豐原醫院 - 臺中醫院 - 彰化醫院 - 南投醫院 - 嘉義醫院 - 朴子醫院 - 新營醫院 - 臺南醫院（新化分院） - 旗山醫院 - 屏東醫院 - 恆春旅遊醫院 - 花蓮醫院（豐濱原住民分院） - 臺東醫院（成功分院） - 澎湖醫院 - 金門醫院 - 八里療養院 - 桃園療養院 - 草屯療養院 - 嘉南療養院 - 玉里醫院 - 樂生療養院 - 胸腔病院 | 社會福利機構（目前暫由社會及家庭署代管） - 北部兒童之家 - 中部兒童之家 - 南部兒童之家 - 少年之家 - 北部老人之家 - 中部老人之家 - 南部老人之家 - 東部老人之家 - 澎湖老人之家 - 彰化老人養護中心 - 雲林教養院 - 南投啟智教養院 - 臺南教養院 |

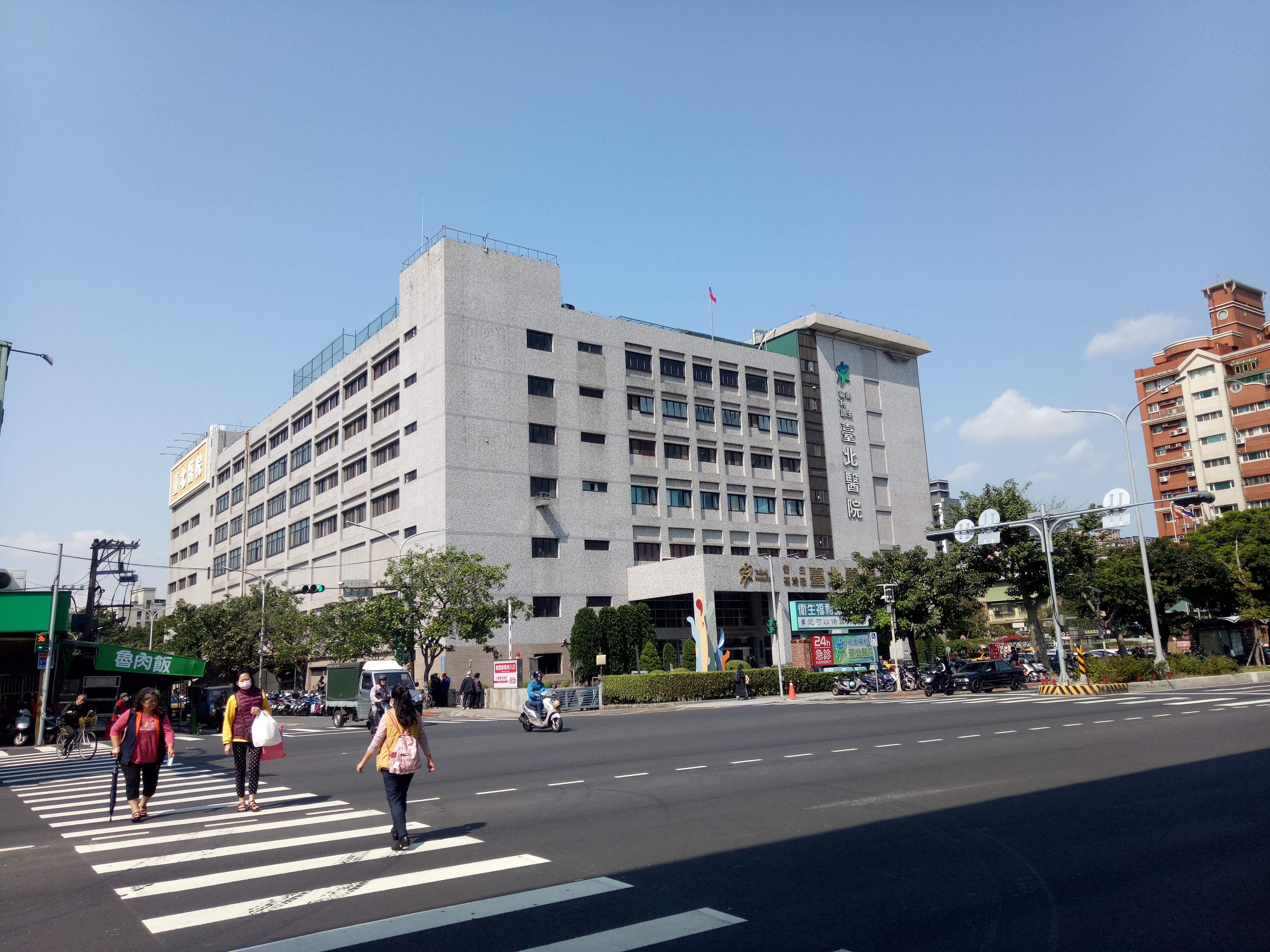
衛生福利部臺北醫院
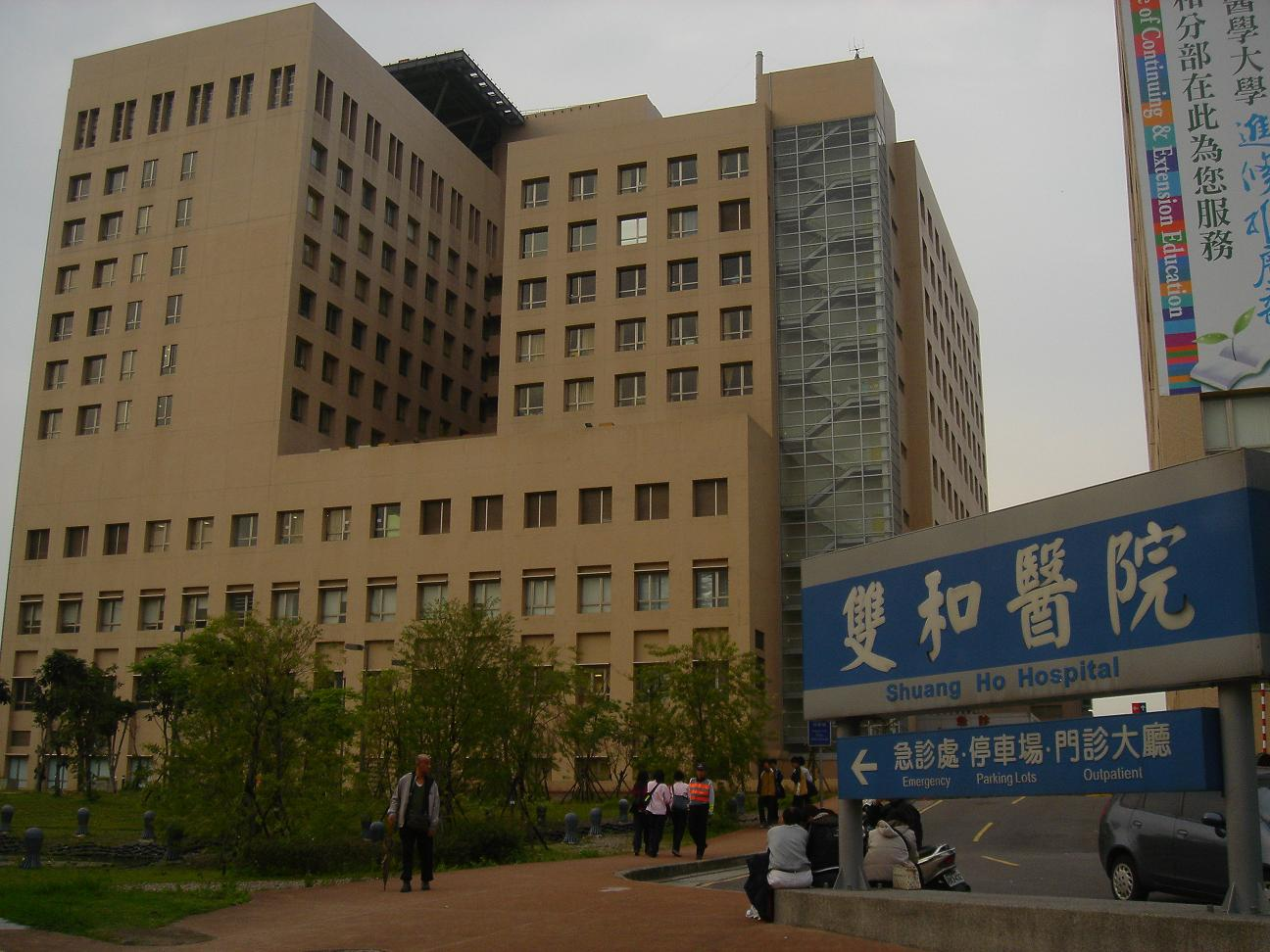
衛生福利部雙和醫院
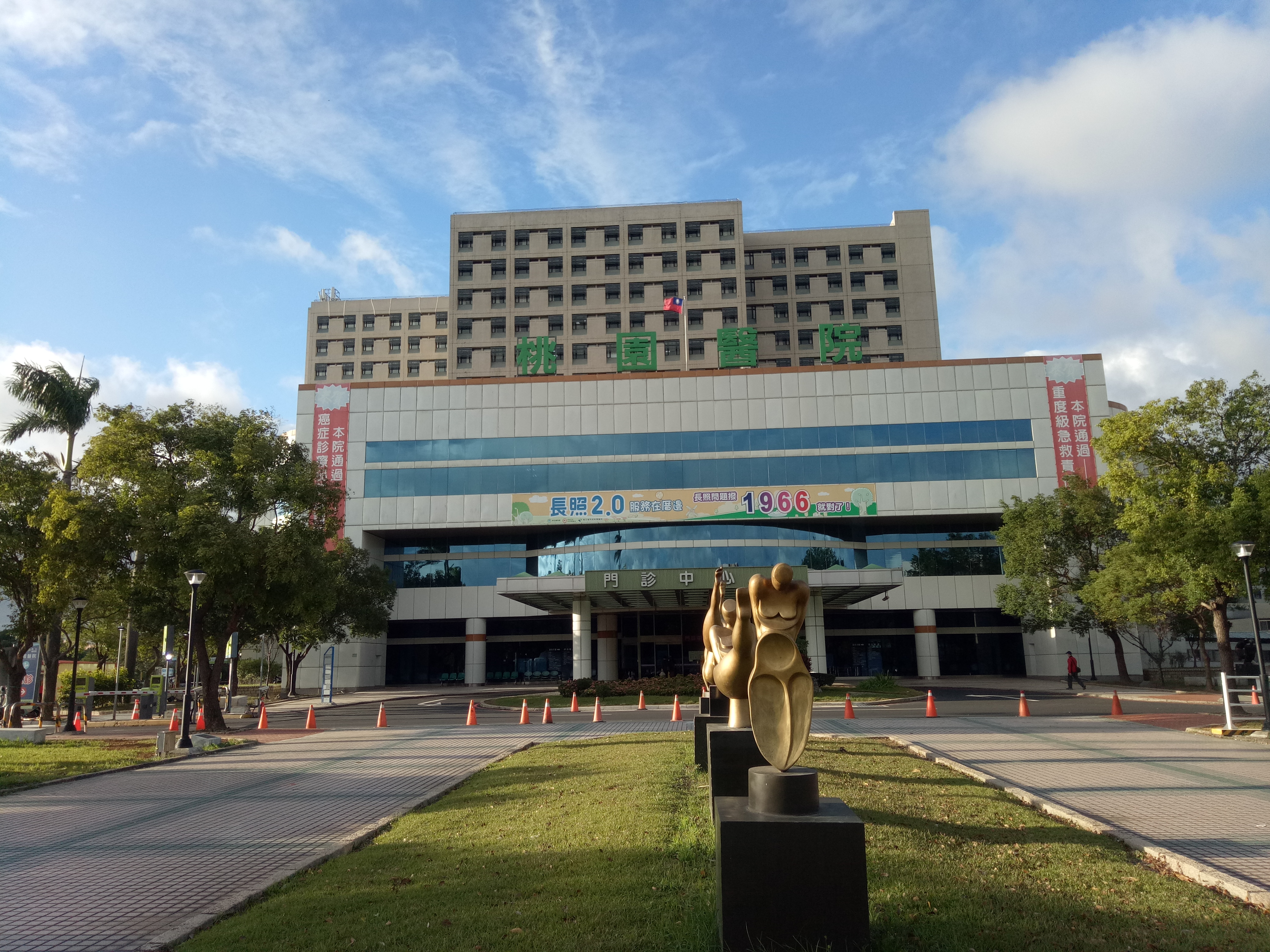
衛生福利部桃園醫院
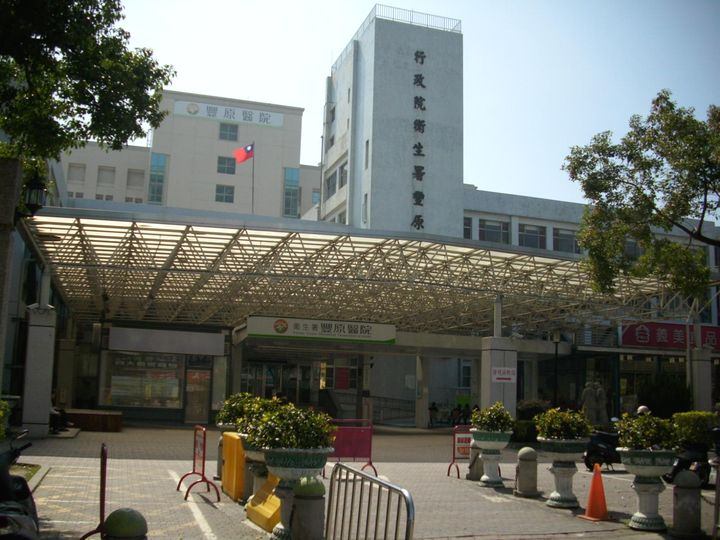
衛生福利部豐原醫院
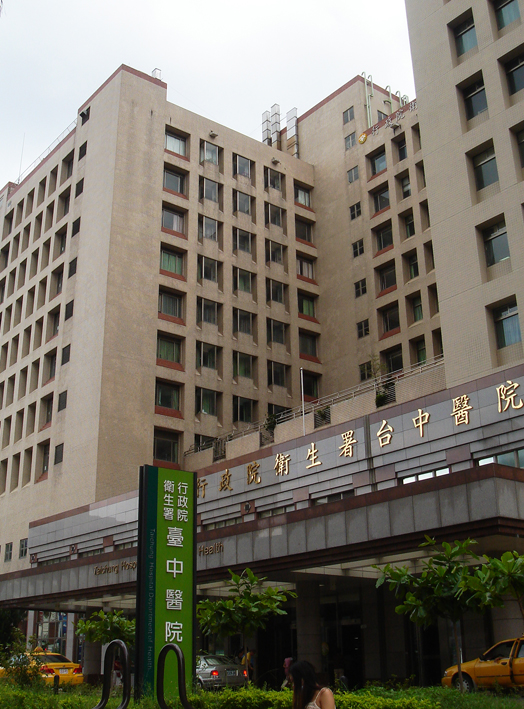
衛生福利部臺中醫院
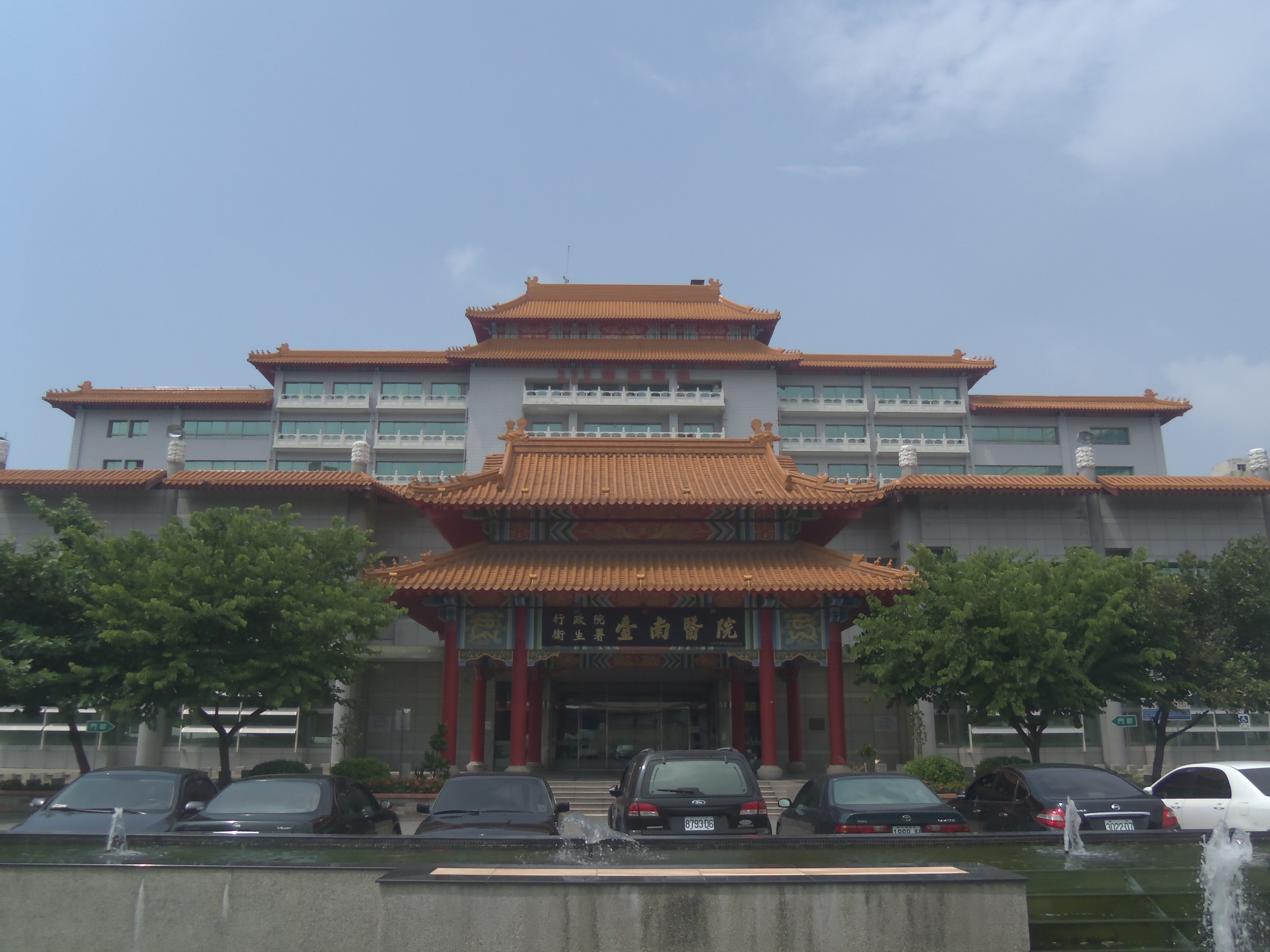
衛生福利部臺南醫院
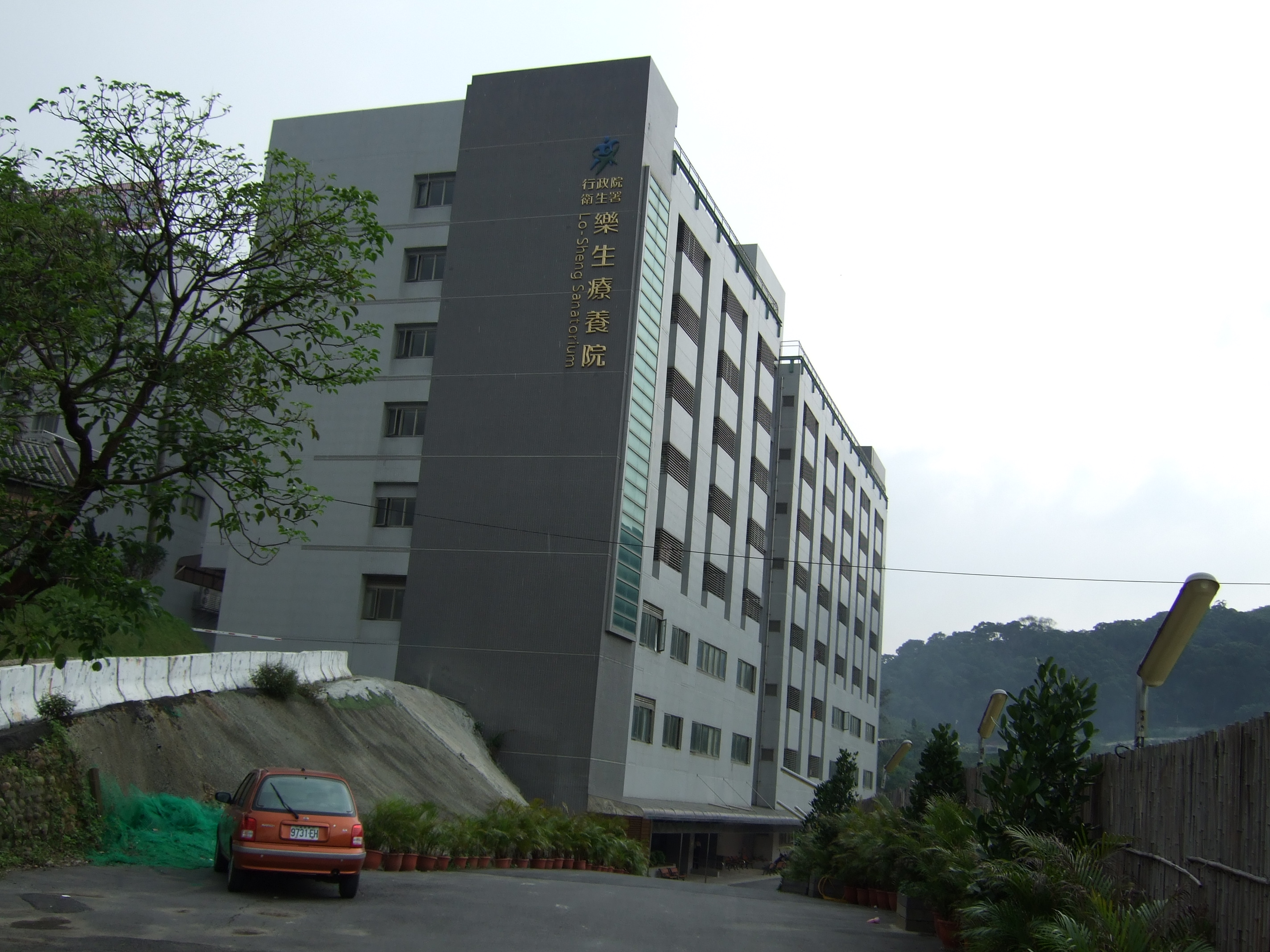
衛生福利部樂生療養院
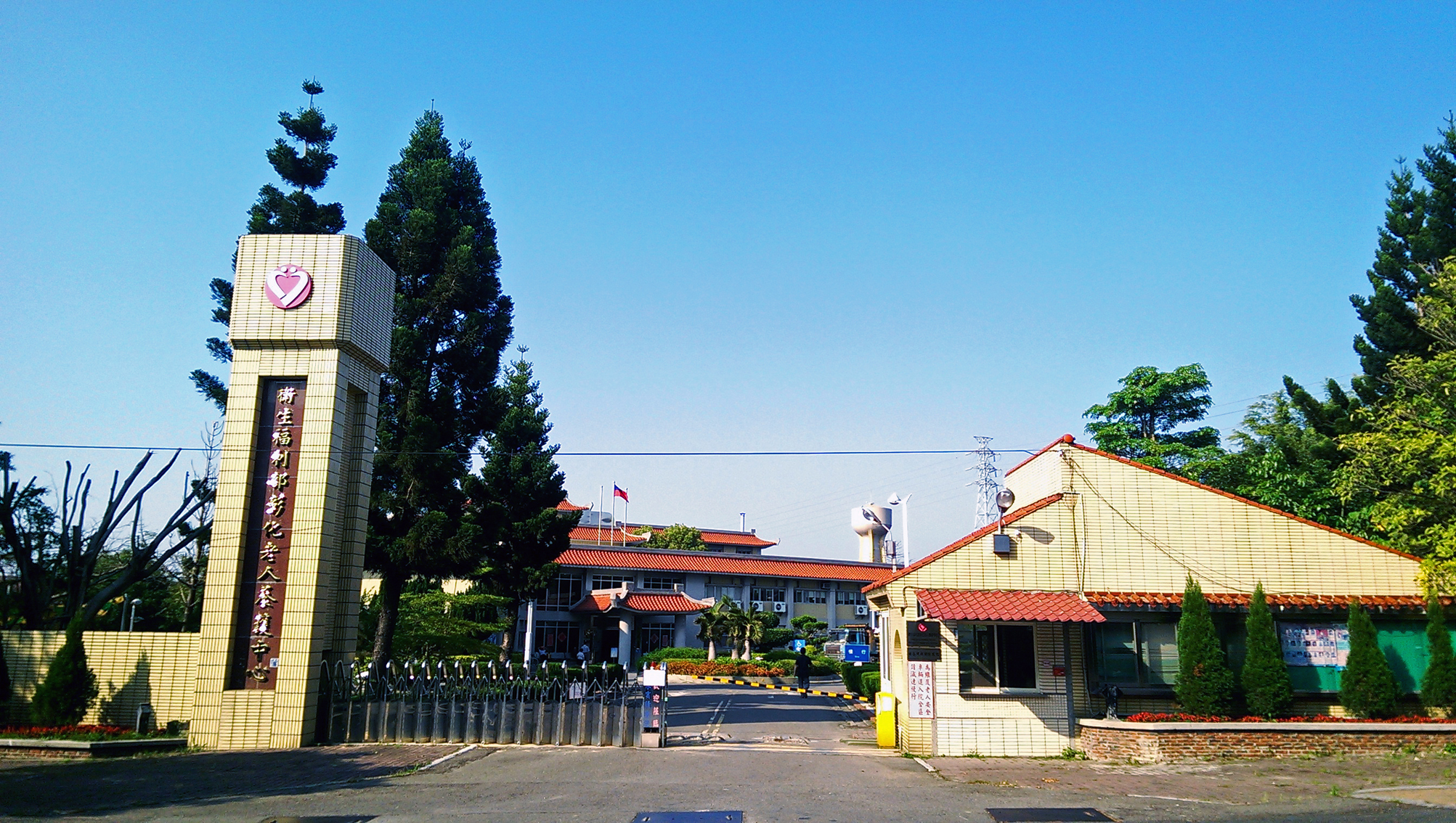
衛生福利部彰化老人養護中心

## 歷任執行長
| 姓名   | 就職時間   | 卸任時間   | 備註                     |
| ------ | ---------- | ---------- | ------------------------ |
| 林水龍 | 2005年12月 | 2008年2月  |                          |
| 黃焜璋 | 2008年2月  | 2011年10月 | 因涉衛生署醫院弊案遭收押 |
| 李懋華 | 2011年10月 | 2014年2月  |                          |
| 林慶豐 | 2014年2月  | 2016年10月 |                          |
| 蔡森田 | 2016年10月 | 2017年1月  | 本部次長派兼             |
| 徐永年 | 2017年1月  | 2018年12月 |                          |
| 王必勝 | 2018年12月 | 2022年12月 |                          |
| 林慶豐 | 2022年12月 | 迄今       |                          |

## 外部連結
- 衛生福利部附屬醫療及社會福利機構管理會 （页面存档备份，存于）（繁體中文）